# Stomoxys luteolus
Stomoxys luteolus är en tvåvingeart som beskrevs av Villeneuve 1934. Stomoxys luteolus ingår i släktet Stomoxys och familjen husflugor. Inga underarter finns listade i Catalogue of Life.